# Ампсивари
Ампсиварите (на латински: Ansibarii, на гръцки: οι Ανσιβαριοί, Ampsivarier) са германско племе, живяло на река Емс, в днешен долен Емсланд, според Тацит като южни съседи на фризите.